# Les Isles-Bardel
Les Isles-Bardel település Franciaországban, Calvados megyében. Lakosainak száma 71 fő (2022. január 1.). Les Isles-Bardel Rapilly, Ménil-Hermei, Ménil-Vin, Saint-Philbert-sur-Orne és Putanges-le-Lac községekkel határos.

## Népesség
A település népességének változása:
| Lakosok száma | 101  | 64   | 42   | 63   | 67   | 67   | 64   | 66   | 67   | 71   |
|               | 1968 | 1982 | 1990 | 2006 | 2013 | 2015 | 2017 | 2019 | 2020 | 2022 |